# Jezero (gmina Brezovica)
Jezero – wieś w Słowenii, w gminie Brezovica. W 2018 roku liczyła 730 mieszkańców.